# Natalia Korczakowska
Natalia Korczakowska (ur. 1979 w Warszawie) – polska reżyserka teatralna, scenografka, autorka tekstów.

## Życiorys
Studiowała na Uniwersytecie Muzycznym Fryderyka Chopina w Warszawie  (dawniej Państwowej Wyższej Szkoły Muzycznej w Warszawie) w klasie skrzypiec oraz Wydziału Wiedzy o Teatrze i Reżyserii w Akademii Teatralnej im. Aleksandra Zelwerowicza.
Jej debiut reżyserski to Pensjonat Madryt według prozy Aglai Veteranyi w 2006. Asystowała u René Pollescha i Oskarasa Koršunovasa. Korczakowska reżyseruje przedstawienia teatralne w Polsce od 2006 roku, w tym m.in. Elektrę - Lekcję Anatomii w teatrze im C.K. Norwida w Jeleniej Górze, adaptację sceniczną powieści Stanisława Lema Solaris dla TR Warszawa, sztukę G.E. Lessing Natan mędrzec dla Teatru Narodowego w Warszawie i Dziady część III Adama Mickiewicza w Teatrze Dramatycznym w Białymstoku, o których Małgorzata Piekutowa napisała: „Dziady III Korczakowskiej chciałoby się studiować, bo na to zasługują. I chciałoby się je studiować z egzemplarzem Mickiewicza w ręce, w kolejne wieczory. Ze świecą szukać tak przemyślanego, tak precyzyjnego i tak konsekwentnego przedstawienia”. W STUDIO teatrzegalerii wyreżyserowała uznaną przez publiczność i krytykę adaptację Berlin Alexanderplatz Alfreda Döblina i Biesy Fiodora Dostojewskiego. J. O’quinn napisał: „Żaden z artystów z Generation After 2 nie był bliższy społeczno-politycznym dylematom kraju niż 39-letnia Natalia Korczakowska. Przedstawienie otwiera ikoniczny obraz cara Mikołaja II i jego rodziny zamkniętych w plastikowym kubiku; pochłonięci przez chmurę gazu, jeden po drugim padają na podłogę. Voilá: Rewolucja, Holocaust, Aleppo.”
Jako reżyserka operowa Korczakowska zrealizowała: Jakoba Lenza Wolfganga Rihma i Halkę Moniuszki pod batutą Marca Minkowskiego dla Opery Narodowej w Warszawie. Współpracowała z prestiżową orkiestrą Ensemble Modern nad El Cimarrón H. W. Henzego w hamburskim Thalia Theatre. Wyreżyserowała także Zagubioną autostradę Elfride Jelinek i Olgi Neuwirth na Międzynarodowym Festiwalu Filmowy Nowe Horyzonty we Wrocławiu, o której Katja Petrowskaja napisała w „Frankfurter Allgemeine Sonntagszeitung”: „Narodowe Forum Muzyki stworzyło idealną scenę do odkrywania nierozwiązanych zagadek tego kultowego filmu. Reżyserka Natalia Korczakowska stworzyła z tej muzyki teatralny efekt stereo”. M. Kocur napisał: „Opera filmowa Zagubiona autostrada w inscenizacji Natalii Korczakowskiej to wyjątkowo udany przykład współczesnej sztuki krytycznej, odważnej i inteligentnej, świetnie zrealizowanej i mistrzowsko zagranej”.
W kwietniu 2016 roku Korczakowska została dyrektorką artystyczną Teatru Studio w Warszawie, którego nazwę – w ramach nawiązania do awangardowej tradycji miejsca w duchu Józefa Szajny i Jerzego Grzegorzewskiego – zmieniła na STUDIO teatrgalerię. STUDIO teatrgaleria jest jedną z najważniejszych, eksperymentalnych scen w Polsce.
Córka literata i poety Jacka Korczakowskiego, wnuczka pisarki Jadwigi Korczakowskiej.

## Spektakle
- „Kronika zapowiedzianej śmierci” David Lindeman Funkcja Korczakowskiej: asystent reżysera Teatr Wybrzeże Premiera: 2.05.05
- „Pensjonat Madryt” Aglaja Veteranyi funkcje Korczakowskiej: reżyseria i adaptacja tekstów Centrum Artystyczne M25 Warszawa Premiera: 8.12.05
- „Alina na zachód” Dirk Dobbrow funkcja Korczakowskiej: teksty piosenek Teatr Dramatyczny Warszawa Premiera: 7.01.06
- „Strefa działań wojennych” Michał Bajer funkcje Korczakowskiej: reżyseria i opracowanie muzyczne TR Warszawa Premiera: 28.05.06
- „Smycz” recital Bartosza Porczyka funkcje Korczakowskiej: reżyseria i scenografia Teatr Polski we Wrocławiu Premiera: 30.11.06
- „Ragazzo dell’Europa” Rene Pollesch funkcja Korczakowskiej: asystent reżysera TR Warszawa Premiera: 26.05.07
- „Śmierć człowieka-wiewiórki” Małgorzata Sikorska-Miszczuk funkcje Korczakowskiej: reżyseria i opracowanie muzyczne Teatr im. C.K.Norwida w Jeleniej Górze Premiera: 27.09.07
- „Elektra” Eurypides funkcja Korczakowskiej: reżyseria Teatr im. C.K.Norwida w Jeleniej Górze Premiera: 16.02.08
- „Solaris. Raport” na podstawie „Solaris” Stanisława Lema, funkcja Korczakowskiej: reżyseria i adaptacja TR Warszawa, premiera: 02.10.09
- „Pelikan, czyli pożegnanie mięsa” na podstawie „Pelikana i Spowiedzi Szaleńca" Augusta Strindberga, funkcja Korczakowskiej: reżyseria, scenariusz (razem z Katarzyną Warnke) i opracowanie muzyczne - Teatr Współczesny w Szczecinie, premiera: 26.02.11
- „Jakob Lenz” (opera) Wolfgang Rihm funkcja Korczakowskiej: reżyseria Teatr Wielki – Opera Narodowa w Warszawie, premiera: 07.05.11
- „Halka” opera Stanisława Moniuszki, funkcja Korczakowskiej: reżyseria Teatr Wielki – Opera Narodowa w Warszawie, premiera: 23.12.11
- „Natan Mędrzec” Gottholda Ephraima Lessinga, funkcja Korczakowskiej: reżyseria Teatr Wielki – Opera Narodowa w Warszawie, premiera: 10.11.12
- „Ja, Krzysztof” video-instalacja, reżyseria (Muzeum Sztuki Współczesnej MOCAK w Warszawie), premiera: 2014
- „Dziady III” Adama Mickiewicza, funkcja Korczakowskiej: reżyseria i adaptacja (z Adamem Radeckim), Teatr Dramatyczny w Białymstoku, premiera: 27.09.14
- "Przedwiośnie" Stefana Żeromskiego, funkcja Korczakowskiej: reżyseria i adaptacja (z Wojciechem Zrałkiem-Kossakowskim) (Teatr Wybrzeże w Gdańsku, festiwal „Klasyka Żywa”), premiera: 14.03.15
- "Lost Highway" opera Olgi Neuwirth z librettem Elfriede Jelinek na podstawie scenariusza Davida Lyncha i Barry’ego Gifforda, funkcja Korczakowskiej: reżyseria Teatr Polski we Wrocławiu, festiwal „T-Mobile Nowe Horyzonty” we Wrocławiu, 59. festiwal „Warszawska Jesień” w Warszawie, premiera: 21.07.16
- "Wyznawca" inspirowany filmem "Fanatyk" Henry’ego Beana i dialogiem pasyjnym "O ofiarowaniu Izaaka",  funkcja Korczakowskiej: reżyseria i scenariusz STUDIO teatrgaleria w Warszawie, festiwal „Gorzkie żale”, premiera: 11.02.16
- "Berlin Alexanderplatz" Alfreda Döblina, funkcja Korczakowskiej: reżyseria i adaptacja STUDIO teatrgaleria  w Warszawie, premiera: 27.01.17
- "Biesy" Fiodora Dostojewskiego, funkcja Korczakowskiej: reżyseria i adaptacja (z Adamem Radeckim), STUDIO teatrgaleria  w Warszawie, premiera: 26.02.18